# Clostera
Clostera is een geslacht van vlinders uit de familie van de tandvlinders (Notodontidae).

## Soorten
- C. albosigma Fitch, 1855
- C. anachoreta (Denis & Schiffermüller, 1775) - kleine wapendrager
- C. anastomosis Linnaeus, 1758 - roestbruine wapendrager
- C. angularis Snellen, 1895
- C. apicalis (Walker, 1855)
- C. bramah Roepke, 1944
- C. brucei H.Edwards, 1885
- C. costicomma Hampson, 1892
- C. cupreata Butler, 1886
- C. curtula Linnaeus, 1758 - bruine wapendrager
- C. curtuloides Erschoff, 1870
- C. distinguenda Kiriakoff, 1962
- C. dorsalis Walker, 1862
- C. eremita Kiriakoff, 1962
- C. ferruginea Moore, 1865
- C. ferruginosa (Gaede, 1934)
- C. formosa Kiriakoff, 1962
- C. fulgurita Walker, 1865
- C. geminata Gaede, 1930
- C. hildora Schaus, 1928
- C. inclusa Hübner, 1825
- C. inornata Neumoegen, 1882
- C. leloupi (Kiriakoff, 1954)
- C. lentisignata (Hampson, 1910)
- C. limacodina Kühne, 2010
- C. lucida (Aurivillius, 1921)
- C. modesta Staudinger, 1889

- C. nubila Kiriakoff, 1962
- C. ochracearia Kiriakoff, 1954
- C. pallida Walker, 1855
- C. paraphora Dyar, 1921
- C. pigra (Hufnagel, 1766) - donkere wapendrager
- C. powelli Oberthür, 1915
- C. restitura Walker, 1865
- C. roseitincta Janse, 1920
- C. roseotincta (Janse, 1920)
- C. rubida Druce, 1901
- C. semilunata Kiriakoff, 1971
- C. solitaria Kiriakoff, 1962
- C. strigosa Grote, 1882
- C. tapa Roepke, 1944
- C. transecta Dudgeon, 1898
- C. violacearia (Janse, 1920)
- C. voeltzkowi (Aurivillius, 1909)
- C. vumba Kiriakoff, 1981